# Distretto di Słupca
Il distretto di Słupca (in polacco powiat słupecki) è un distretto polacco appartenente al voivodato della Grande Polonia.

## Geografia antropica

### Suddivisioni amministrative
Il distretto comprende 8 comuni.
- Comuni urbani: Słupca
- Comuni urbano-rurali: Zagórów
- Comuni rurali: Lądek, Orchowo, Ostrowite, Powidz, Słupca, Strzałkowo